# NGC 473
NGC 473 este o galaxie lenticulară, posibil spirală, situată în constelația Peștii. A fost descoperită în 15 octombrie 1784 de către William Herschel.